# Parti socialiste d'Okinawa
Le Parti socialiste d'Okinawa (沖縄社会大衆党, Okinawa shakai taishū-tō) est un parti politique local de la préfecture d'Okinawa, au Japon, dont le siège est situé à Naha, capitale de la région d'Okinawa. Le nom du parti est souvent raccourci en Parti socialiste (社会大衆党, Shakai taishū-tō). Le parti suit une idéologie sociale-démocrate.

## Histoire
Le Parti socialiste d'Okinawa est fondé le 31 octobre 1950, alors que la région d'Okinawa est sous l’occupation des États-Unis. Le 29 avril 1952, le parti lance une Association pour la Promotion du Retour au Japon, qui est à l’origine d’une campagne réunissant des signatures pour une demande de réunification avec le Japon. Le mécontentement de la population locale provoqué par l'extension des bases militaires américaines grandissait, ainsi que le refus des habitants d'Okinawa d'être sous la domination des États-Unis. Cette campagne réunit plus de 199 000 signatures (plus de 72 % de votants éligibles d’Okinawa). À ce moment-là, cette campagne était gérée par les libéraux et les personnalités politiques de gauche, parmi eux le Parti socialiste d’Okinawa et un autre parti politique local nommé Parti du peuple d'Okinawa (沖縄人民党, Okinawa jinmin-tō).
Après la restitution d’Okinawa au Japon en 1972, le Parti du peuple d’Okinawa s’incorpore au Parti communiste japonais. Le Parti socialiste d’Okinawa, de son côté, ne rejoint aucun parti japonais majeur et reste un parti local, ce qu’il est encore aujourd’hui.
Le parti a eu une influence en tant que principal parti de gauche dans la préfecture d’Okinawa. Cependant, après que le parti politique Kōmeitō a commencé à soutenir le Parti libéral-démocrate en 1998, la gauche à Okinawa (y compris le Parti socialiste d’Okinawa) a peu à peu perdu de son influence.

## Membres

### Membres de la Chambre des conseillers de la Diète du Japon
- Keiko Itokazu (糸数慶子), officiellement considéré comme un « politicien indépendant » au sein de la Chambre des conseillers de la Diète du Japon.

### Membres de l’Assemblée de la préfecture d’Okinawa
- Kazuma Oshiro (大城一馬)
- Kyoko Higa (比嘉京子)

### Membres du conseil municipal de la ville de Naha
- Sakoto Hirara (平良識子) (Naha)
- Kenjiro Higa (比嘉憲次郎)

### Membres du conseil municipal de la ville d’Urasoe
- Sumio Yoza (與座澄雄) (Urasoe)